# Димитър Цонев (анархист)
Димитър Петков Стойчев (Димитър Цонев Стойчев) с псевдоним Кьосето е български анархист.
Димитър Цонев е роден на 26 октомври 1894 г. в село Косарка. Още от малък помага на семейството си в тежката селска работа. Започва да се изучава първоначално в родното си село, а след това се премества в град Дряново, където завършва прогимназия. Записва се в гимназията „Св. Кирил“ във Велико Търново. Там се ориентира кън анархизма и се присъединява към анархистическата група в училището. През 1911 г. е изключен за срок от една година заради дейност в тази посока. Успява да се запише да учи в Казанлък, след което отново се завръща в Търново. През 1914 г. по време на ученическа стачка Цонев нанася побой на няколко учители и е изключен завинаги. Завършва гимназиалното си образование в гр. Струмица и работи като учител известно време.
В началото на 20-те години на XX век Кьосето се превръща в страшилище за полицията и властниците в Търновския край. През есента на 1920 г. в местността „Боруна“ край гр. Търново Димитър Цонев е ранен и заловен от полицията, заедно с известния по това време анархист Петър Мазнев. През 1921 г. Димитър Цонев успява да избяга и заедно с Георги Шейтанов, Желю Грозев, Тинко Симов, Христо Дечев Кисьов (Парламента), Димитър Левтеров, Величко Георгиев и Пенчо Тодоров организира освобождаването на затворения Мазнев. Това вършат по пътя от гарата към града, когато конвоират Мазнев като свидетел по дело от Шумен през юни 1921 г.
Димитър Цонев загива в сражение с полицията край град Елена на 20 март 1925 г.